# Tennistoernooi van Hamburg
|                                     |  |                                   |
| Buitenzijde van het stadion in 2006 |  | Interieur van het stadion in 2008 |

Het tennistoernooi van Hamburg is een jaarlijks terugkerend toernooi dat wordt gespeeld op de gravelbanen van tennispark Am Rothenbaum in de Duitse stad Hamburg. De officiële naam van het toernooi heeft in de loop der tijd nogal gewisseld. De traditioneel recente naam (1999–2002) bij de vrouwen is Betty Barclay Cup. Bij de mannen staat het toernooi overwegend bekend als (International) German Open – de officiële naam in de periode 2011–2015 was bet–at–home Open; sinds 2019 Hamburg European Open.
Met ingang van 2021 is er terug een vrouwentoernooi aan verbonden, onder de naam Hamburg European Open.
Het toernooi bestaat uit twee delen:
- WTA-toernooi van Hamburg, het toernooi voor de vrouwen (1982–2002 en terug sinds 2021)
- ATP-toernooi van Hamburg, het toernooi voor de mannen (sinds 1892)

ATP-toernooi van Hamburg – WTA-toernooi van Hamburg

2001 · 2002 · 2003–2020 · 2021 · 2022 · 2023 · 2024